# Guilherme Douglas, o Destemido

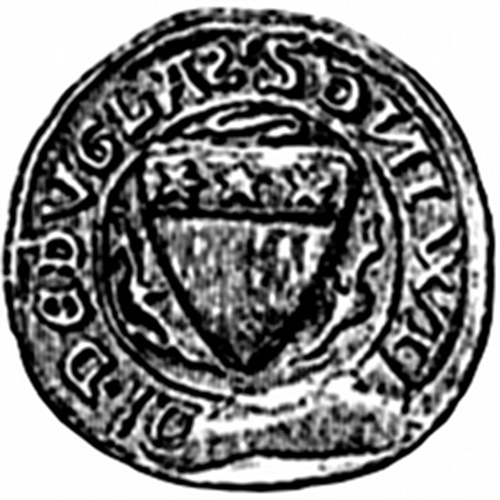
Selo de Guilherme Douglas, o Destemido

Guilherme Douglas, o Destemido (em inglês: William Douglas the Hardy; 1243 – 1298) foi um nobre e chefe militar da Escócia. Foi um dos comandantes da Primeira Guerra de Independência da Escócia e o primeiro nobre a unir-se a William Wallace em 1297.